# 中国红军第二、四师攻城指挥部
中国红军第二、四师攻城指挥部，位于中国广东省揭阳市惠来县东陇镇槐园村，为惠来县的一个县级文物保护单位，类型为近现代重要史迹及代表性建筑，公布时间为1985年2月。
中国红军第二、四师攻城指挥部的历史年代为1928年。